# L’Aube Nouvelle
L’Aube Nouvelle ist seit der Unabhängigkeit 1960 die Nationalhymne von Benin. Sie wurde von Gilbert Jean Dagnon geschrieben und komponiert.

## Französischer Text
Jadis à son appel, nos aïeux sans faiblesse

Ont su avec courage, ardeur, pleins d’allégresse

Livrer au prix du sang des combat éclatants.

Accourez vous aussi, bâtisseurs du présent,

Plus forts dans l’unité, chaqu’jour à la tâche,

Pour la postérité, construisez sans relâche.
Refrain
Enfants du Bénin, debout!

La liberté d’un cri sonore

Chante aux premiers feux de l’aurore;

Enfants du Bénin, debout!

Quand partout souffle un vent de colère et de haine.

Béninois, sois fier, et d’une âme sereine,

Confiant dans l’avenir, regarde ton drapeau!

Dans le vert tu liras l’espor du renouveau,

De tes aïeux le rouge évoque le courage;

Des plus riches trésors le jaune est le présage.
Refrain
Tes monts ensoleillés, tes palmiers, ta verdure,

Cher Bénin, partout font ta vive parure.

Ton sol offre à chacun la richesse des fruits.

Bénin, désormais que tes fils tous unis

D’un fraternel élan partagent l’espérance

De te voir à jamais heureux dans l’abondance.
Refrain

## Deutsche Übersetzung
Früher haben an seinem Anruf unsere Ahnen ohne Schwäche

Mit Mut und Glut gewusst, voll von Freude

Zum Preis des Blutes einen überragenden Kampf geliefert.

Auch herbei eilen Sie, Sie Erbauer der Gegenwart,

Stärker in der Einheit, jeden Tag an der Aufgabe,

Für die Nachkommen ohne Arbeitsunterbrechung zu bauen.
Refrain:
Kinder aus Benin, steht auf!

Die Freiheit eines sonoren Schreis

Singt an den ersten Feuern der Dämmerung;

Kinder aus Benin, steht auf!

Wenn überall ein Zorn- und Hasswind bläst.

Der Beniner ist stolz und von einer ruhigen Seele,

Deine Fahne der Zukunft anvertraut und schaut!

Im Grün wirst du die Hoffnung der Erneuerung lesen,

Von deinen Ahnen wird der Mut rot erwähnt;

Reichere Schätze ist das Gelb der Vorzeichen.
Refrain
Deine sonnigen Berge, deine Palmenbäume, dein Grün,

Sehr geehrtes Benin, mach überall dein lebhaftes Schmuckset.

Dein Boden bietet jedem den Reichtum der Früchte an.

Benin, von nun an, dass deine Fäden alle vereinte

Von einem brüderlichen Elan wird die Hoffnung geteilt

Dich bis in die Ewigkeit glücklich im Überfluss zu sehen.
Refrain